# گمینا سینه
گمینا سینه (به لهستانی:  Gmina Sejny) یک گمینا در لهستان است که در شهرستان سین واقع شده‌است. گمینا سینه ۲۱۸٫۰۱ کیلومتر مربع مساحت و ۴٬۱۰۶ نفر جمعیت دارد.